# Korozivzdorná ocel
Korozivzdorná ocel (slangově nerez, nerezová ocel či nerezavějící ocel) (anglicky stainless steel) je vysocelegovaná ocel se zvýšenou odolností vůči chemické i elektrochemické korozi. Korozní odolnost je založena na schopnosti tzv. pasivace povrchu železa. I když je pasivita korozivzdorných ocelí vůči celkové korozi dosažena v mnoha prostředích, lze se setkat v různých specifických prostředích se vznikem různých lokálních druhů koroze – štěrbinovou, bodovou, mezikrystalovou a korozním praskáním. Proto se kromě chrómu používají i další prvky, které zvyšují korozní odolnost pro daný typ koroze.
Korozivzdorné oceli lze rozdělit podle chemického složení a struktury do tří základních skupin: feritické, martenzitické, austenitické oceli a tzv. přechodové skupiny feriticko-austenitické, martenziticko-austenitické a poloferitické oceli. Ačkoli korozivzdorné oceli obsahují vysoké množství legur, 12 až 30 % chrómu, až 30 % niklu nebo do 24 % manganu a dalších, vždy se jedná o slitinu uhlíku s železem, tj. ocel.
Použití korozivzdorných ocelí je široké, od chemického a potravinářského průmyslu, přes automobilový průmysl, ve stavebnictví i jako architektonický materiál, při výrobě lodí atd.

## Historický vývoj

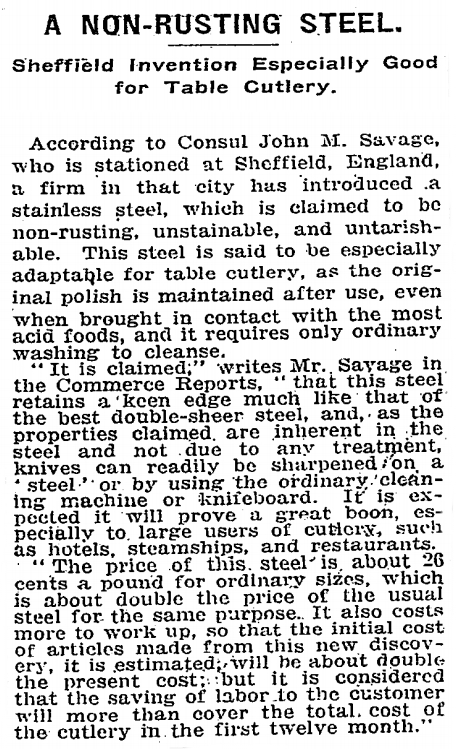
Oznámení o vývoji korozivzdorné oceli v Sheffieldu z roku 1915 v New York Times

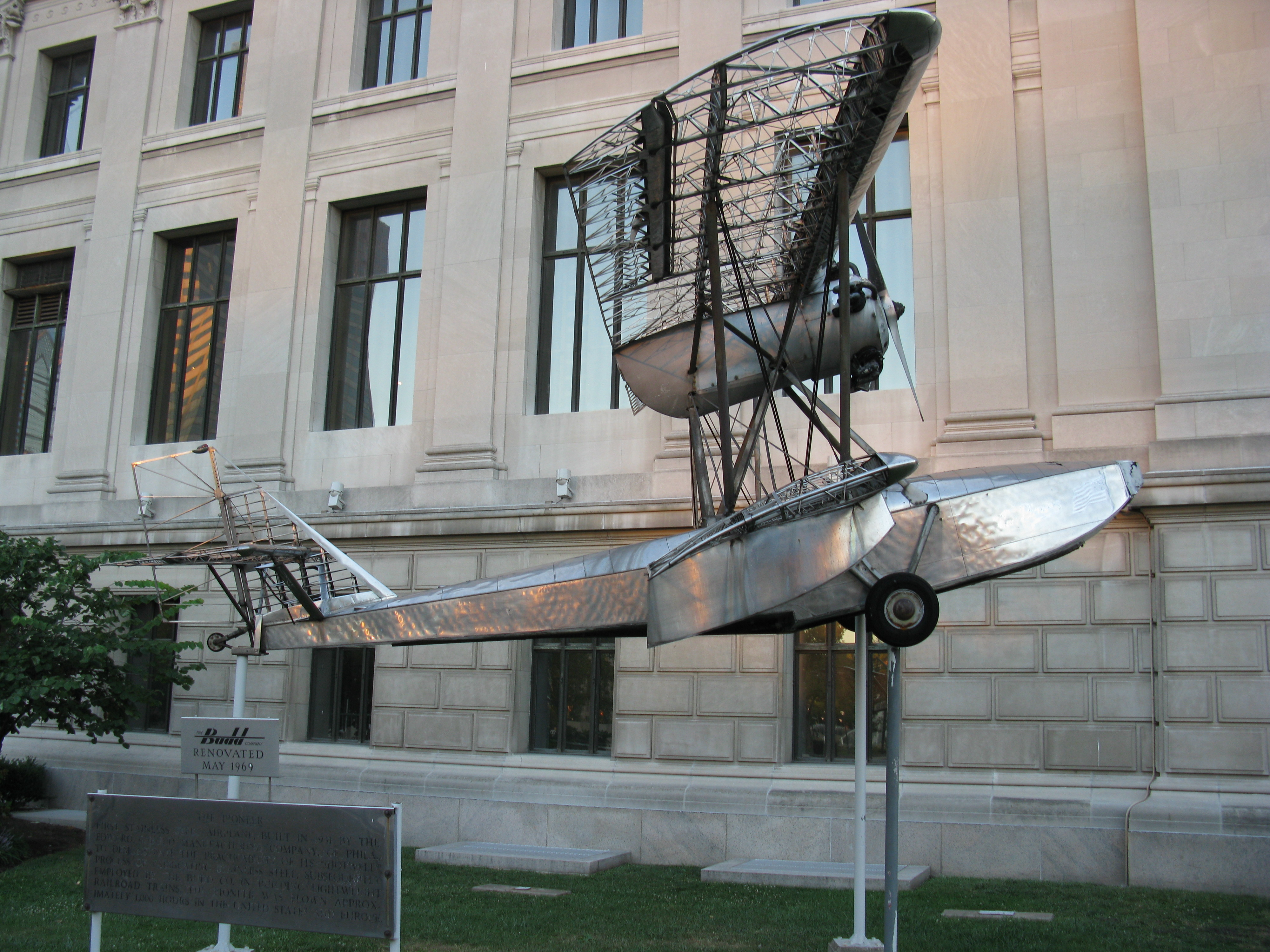
První letadlo Budd BB-1 Pioneer, v jehož konstrukci byla použita korozivzdorná ocel

Problematiku koroze znali pravděpodobně již ve starém Egyptě, v Řecku – od Platona, v Římě – od Plinia a Vitruvia, i v Dillí, kde je dodnes zachován železný pilíř z 5. nebo 6. století. První dochované zmínky o korozi kovaných železných částí vodních staveb se objevily až v 15. století. Koroze litinových vodovodů byla pozorována až o zhruba dvě století později. Pro ochranu litiny se používalo pokovování cínem (v Česku už asi po roce 1000), mědí (v Anglii v 17. století). V 18. století se problematikou koroze zabývali Stahl, Lavoisier a další. Roku 1821 Hall popisuje podstatu koroze jako oxidaci železa při působení vody a kyslíku. Později byla popsána koroze jako elektrochemický děj.
Korozní odolnost slitiny železa s chrómem byla prokázána Berthierem v roce 1821 v lučavce královské, Malletem v roce 1838 v korozním prostředí, Frémyem v roce 1857 v prostředí koncentrovaných kyselin a dalšími.
Výzkum a vývoj korozivzdorných ocelí s chrómem a niklem se ale rozeběhl až během prvních dvaceti let 20. století. Nezanedbatelná je také práce Philipa Monnartza z roku 1911, která uvádí vlastnosti slitin železa s chrómem a jejich využití. V této práci naznačil dvě nejnižší meze obsahu chrómu a to 12,5 % pro odolnost proti kyselině dusičné na normální teploty a 14 % při jejím varu.
V kladenské Poldině huti byla v roce 1910 vyrobena ocel pro hlavně loveckých pušek s 10% obsahem niklu.
Harry Brearley z sheffieldských laboratoří, který hledal korozivzdorné slitiny pro sudy se střelným prachem, objevil v roce 1912 a následně zavedl výrobu martenzitické korozivzdorné oceli s obsahem uhlíku 0,24 %, chrómu 12,8 %.
Benno Strauss a Eduard Maurer patentovali pro firmu Krupp austenitickou korozivzdornou ocel 17. října 1912. O dva roky později Strauss a Maurer vyrobili ocel s 20 % chrómu, 7 % niklu a 0,25 % uhlíku pro výrobnu čpavku.
První duplexní korozivzdorná ocel byla vyvinuta pro papírenský průmysl ve Švédsku okolo roku 1930. Teprve až ve 40. letech byly pochopeny metalurgické procesy a v padesátých letech standardizovány. Dalším významným skokem bylo kyslíko-argonové oduhličení ocelí na konci 60. let, které umožnilo výrobu nízkouhlíkových ocelí s regulovaným množstvím dusíku. Od 70. let dochází k výrobě vysoce kvalitních ocelí a super- korozivzdorných ocelí, např. superferitických s vynikající korozní odolností nebo superduplexních ocelí s výbornou korozivzdorností a zároveň dobrou svařitelností.
Korozivzdorné oceli byly používány mj. i ve vojenském průmyslu již během první světové války, např. v motorech letadel Sopwith Triplane, Sopwith Camel, a dalších.

## Koroze
Ačkoliv se ocel nazývá korozivzdornou nebo někdy nerezovou neznamená to, že nepodléhá korozi. Za běžných podmínek působení atmosférického či vodního prostředí se s korozí lze setkat výjimečně, např. u zábradlí, příborů apod. Při působení agresivního prostředí se lze setkat s korozí korozivzdorných ocelí.

### Druhy koroze

#### Chemická
K chemické korozi dochází při styku tuhých látek s plynnými jako oxidačně-redukční reakce. Její rychlost dominantně závisí na teplotě prostředí.

### Mezikrystalová koroze
Korozivzdorné oceli mají zvýšenou citlivost k mezikrystalové korozi, kterou způsobuje vylučování karbidů chrómu (např. M23C6, M7C3) na hranicích zrn odebíráním chrómu z přilehlých oblastí až klesne jeho obsah pod minimální mez, pod kterou může dojít ke vzniku koroze, zvláště v roztocích kyseliny fosforečné, octové, mléčné nebo v mořské vodě či chlorovaných rozpouštědel. K precipitaci karbidů dochází při tepelném zpracování v oblasti 400 až 800 °C, např. při svařování. Tento jev se nazývá zcitlivění korozivzdorných ocelí. Homogenní tuhý roztok a tedy zpětné rozpuštění karbidů lze dosáhnout při tzv. rozpouštěcím žíháním při teplotě 1000 až 1150 °C. Pro znecitlivění ocelí k mezikrystalové korozi se používá titanu nebo niobu, který přednostně vytváří karbidy a tím snižuje obsah uhlíku a potlačuje vznik nežádoucích karbidů chrómu. Oceli legované titanem nebo niobem se pak nazývají stabilizované a jsou vhodné i ke svařování. Odolnost ocelí vystavených vyšším teplotám vůči mezikrystalové korozi lze též zvýšit snížením obsahu uhlíku, tuto závislost popisují tzv. Rolasonovy křivky.

### Bodová koroze
Bodová koroze (anglicky pitting) vzniká při lokálním porušení pasivní vrstvy v místech s nehomogennostmi a vadami jakými jsou např. nekovové vměstky MnS, FeS a CaS. V drobných ale hlubokých důlcích se zvyšuje koncentrace agresivních iontů, které dále prohlubují korozní důlek. Pro zvýšení odolnosti se zvyšuje obsah chrómu nebo se přidává molybden či dusík.
Odolnost proti bodové (pittingové) korozi lze empiricky vyjádřit následujícím indexem PRE:
- pro austenitické oceli jako PRE = Cr + 3,3×Mo + 16×N [hm. %],
- pro austeniticko-feritické oceli jako PRE = Cr + 3,3×Mo + 30×N [hm. %].

### Štěrbinová koroze
Štěrbinová koroze má podobný charakter jako bodová koroze. Pro její vznik je rozhodující kvalita pasivní vrstvy a geometricky nevhodný tvar např. ve styčné spáře šroubového styku.

### Koroze za napětí
Koroze za napětí (korozní praskání) vzniká i v málo agresivním prostředí obsahující chloridy a hydroxidy a za působení mechanického namáhání (napětí). Pro austenitické a duplexní oceli je agresivní prostředí tvořené např. MgCl2, BaCl2, NaCl – H2O, mořská voda, NaOH - H2S, pro feritické pak H2S, NH4Cl, NH4NO3. Kromě mechanického namáhání může být původcem napětí i tzv. reziduální napětí způsobené výrobou, např. válcováním nebo svařováním. Pro snížení rizika korozního praskání je vhodné snížit reziduální pnutí, snížit agresivitu prostředí případně zvýšit obsah molybdenu na 6 hm. %.

### Galvanická (bimetalická) koroze
Galvanická koroze se objevuje při kontaktu dvou rozdílných kovů vodivým elektrolytem (např. kondenzací atmosférické vlhkosti). Kov s nižší korozní ušlechtilostí (anoda) koroduje rychleji, než pokud by bylo zabráněno vodivému propojení. Typickým příkladem jsou šroubové spoje, ve které spojují části z korozivzdorné oceli šrouby z uhlíkové oceli. Části spoje z uhlíkové oceli budou korodovat masivněji než u spoje celého z uhlíkové oceli.

## Charakteristika

Mechanismus pasivace korozivzdorných ocelí

Korozivzdorná ocel je vysocelegovaná ocel se zvýšenou odolností vůči chemické i elektrochemické korozi.
Korozní odolnost je založena na schopnosti tzv. pasivace povrchu železa. Velmi tenká vrstva oxidů (5×10−6 mm, 1–2×10−6 mm) se vytvoří reakcí s okolním prostředím.
Pasivity lze dosáhnout již při obsahu nad 13 hm. % resp. nad 12 hm. % resp. nad 10,5 % chrómu v tuhém roztoku, při kterém se na povrchu vytvoří vrstva oxidu chromitého. To však neplatí pro vysocekorozivní prostředí jako jsou kyselina chlorovodíková nebo kyselina sírová.
I když je pasivita korozivzdorných ocelí vůči celkové korozi dosažena v mnoha prostředích, lze se setkat v různých specifických prostředích se vznikem různých lokálních druhů koroze – štěrbinovou, bodovou, mezikrystalovou a korozním praskáním. Proto se kromě chrómu používají i další prvky, které zvyšují korozní odolnost pro daný typ koroze, např. nikl, molybden, aj.
Korozivzdorné oceli lze rozdělit podle chemického složení a struktury do tří základních skupin: feritické, martenzitické, austenitické oceli a tzv. přechodové skupiny feriticko-austenitické, martenziticko-austenitické a poloferitické oceli.
Ačkoli korozivzdorné oceli obsahují vysoké množství legur, 12 až 30 % chrómu, až 30 % niklu nebo do 24 % manganu a dalších, vždy se jedná o slitinu uhlíku s železem, tj. ocel.

Schaefflerův diagram s oblastmi
A – austenit
M – martenzit
F – ferit
A+F – austenit + ferit
a s De Longovou stupnicí obsahu feritu v %

Pro získání odhadu struktury korozivzdorné chróm-niklové oceli se používá Shaefflerův a De Longův diagram. Tento binární diagram ukazuje vlivy feritotvorných prvků ekvivalentem %Creq a austenitotvorných prvků ekvivalentem %Nieq na výslednou strukturu oceli. Ekvivalenty %Creq a %Nieq jsou počítány podle vztahů:
- %Creq = Cr + Mo + 1,5 Si + 0,5 Nb [hm. %],
- %Nieq = Ni + 30 C + 0.5 Mn [hm. %],

resp.:
- %Creq = Cr + 2 Mo + 1,5 Si + 0,5 Nb + 0,5 Ti [hm. %],
- %Nieq = Ni + 30 C + 30 N + 0.5 Mn [hm. %].

Pro výpočty ekvivalenty chrómu a niklu Schaefflerova diagramu existuje mnoho postupů, které závisí na druhu oceli, množství a druhu použitých legur. Například upravený Shaefflerův diagram označovaný jako WRC - 1992, a další.

## Druhy korozivzdorných ocelí

### Austenitická korozivzdorná ocel

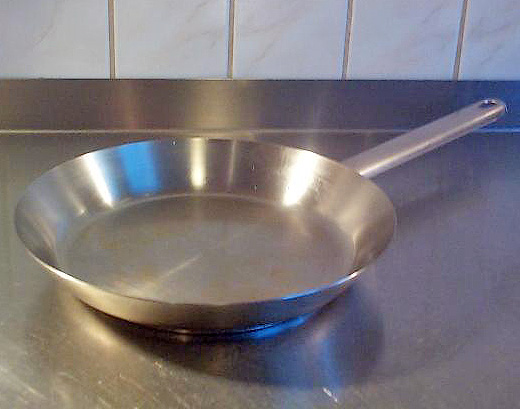
Použití v potravinářském průmyslu.

Austenitické korozivzdorné oceli obvykle obsahují méně než 0,10 % uhlíku, 16–22 % chrómu, 8–40 % niklu, 0–5 % molybdenu, případně dusík, titan, niob, měď nebo křemík. Austenitické se nazývají podle austenitické struktury, kterou dosahují za normální teploty i za teplot pod bodem mrazu. Austenitickou strukturu zajišťuje dostatek tzv. austenitotvorných prvků, např. nikl, mangan, uhlík a dusík.
Mají nízkou mez kluzu 230–300 MPa, ale vysokou houževnatost až 240 J·cm2 při -196 °C a tažnost 45–65 %, díky které jsou vhodné ke tváření za studena, po kterém lze dosáhnout meze kluzu 510–960 MPa avšak při odpovídajícím snížení tažnosti na 25–8 %.
Jsou nemagnetické, ale zbytkový obsah 3–10 % feritu δ může způsobovat slabý feromagnetismus.
Z hlediska korozivzdornosti odolávají celkové korozi za přispění chrómu, molybdenu, mědi, křemíku a niklu, mezikrystalové korozi stabilizací titanem případně niobem, bodové a štěrbinové korozi molybdenem, křemíkem a dusíkem, koroznímu praskání omezením obsahu fosforu, arzénu, antimonu popř. cínu. Jsou náchylné ke korozi pod napětím.
Austenitických ocelí se však vyrábějí desítky druhů ve následujících třech základních skupinách.
- chróm-niklové oceli s 0,01–0,15 % uhlíku, 12–25 % chrómu, 8–38 % niklu, s případnými dalšími legurami - dusík, molybden, měď, křemík a stabilizované titanem a niobem;
- chróm-mangan-niklové s 0,02–0,15 % uhlíku, 12–22 % chrómu, 5–12 % manganu, 3–8 % niklu, s případnými dalšími legurami - dusík, molybden a měď, stabilizované titanem a niobem;
- chróm-manganové s 0,02–0,08 % uhlíku, 10–18 % chrómu, 14–25 % manganu, 3–8 % niklu, s případnými dalšími legurami - dusík, molybden a měď, stabilizované titanem a niobem.

Typickým příkladem jsou oceli s obsahem uhlíku 0,08 %, 18 % chrómu a 8 % resp. 10 % niklu. Tyto oceli se často používají v potravinářském průmyslu, kde se výrobky z nich vyrobené se často označují 18–8 resp. 18–10. Jejich velkou výhodou je velmi dobrá korozní odolnost vůči roztokům solí, masu a krvi a jsou-li vhodně čištěny (např. voda, pára, mechanické drhnutí, detergenty, alkalické roztoky, organická rozpouštědla, kyselina dusičná).

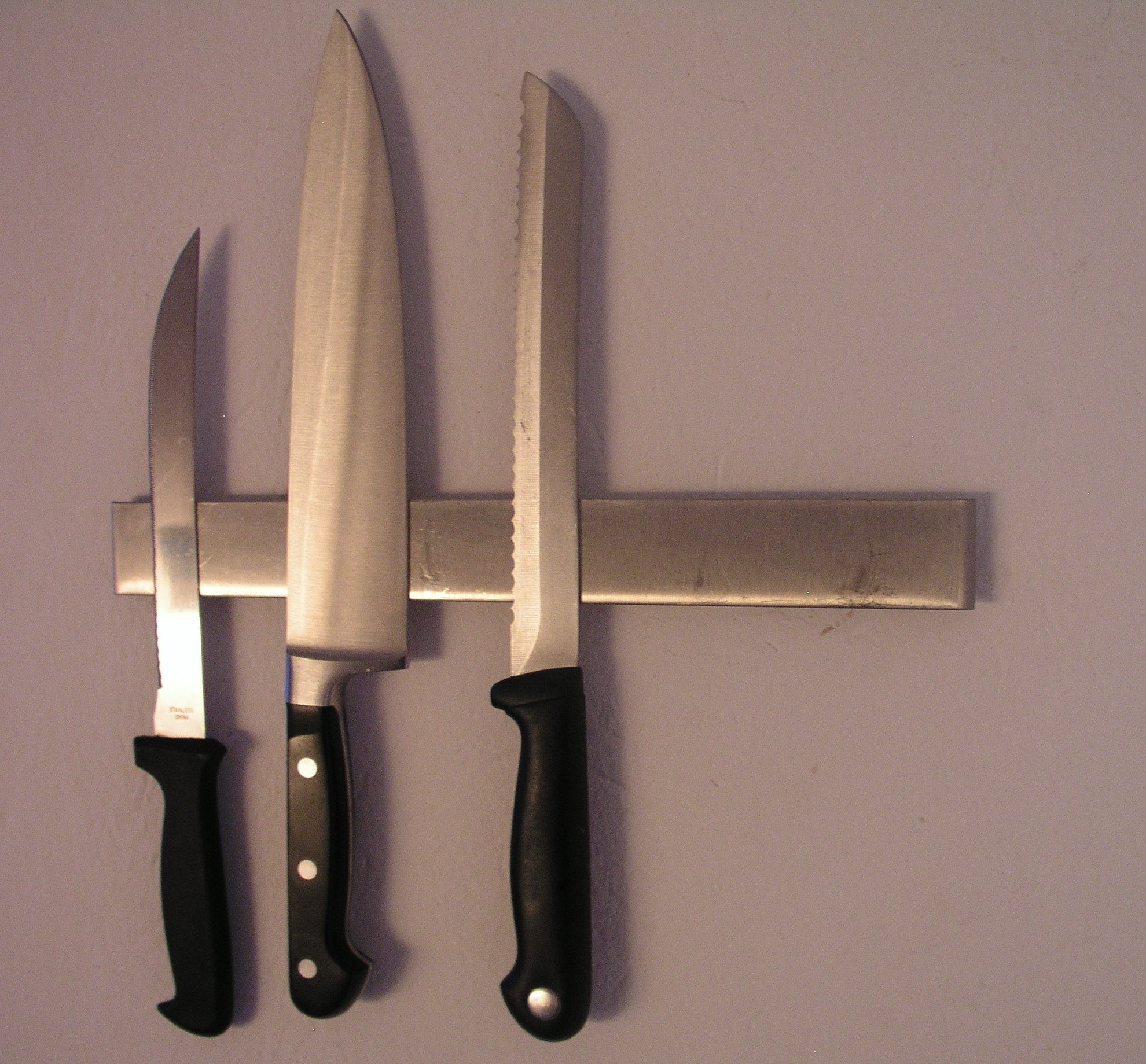
Kuchyňské nože z martenzitické korozivzdorné oceli uchycené magnetem

### Martenzitická korozivzdorná ocel
Martenzitická korozivzdorná ocel s obsahem chrómu od 12 do 18 % a až 1,5 % (0,1–1,2 hm. %) uhlíku je schopna zakalení z austenitizační teploty, tj. nad linií GSE v binárním diagramu železo-uhlík. Chróm jako feritotvorný prvek také snižuje kritickou rychlost ochlazování při anizotropickém rozpadu austenitu, tzn. že dochází k zakalení i na vzduchu. Oceli lze po kalení i vyžíhat mezi 600–750 °C pro získání feritické struktury s karbidy. Pokud není požadována houževnatost nebo tažnost (např. u chirurgických nástrojů, nebo holicích čepelek), lze dosáhnout zušlechťováním (kalením a popouštěním) až 2 000 MPa pevnosti v tahu. Oceli mohou být také precipitačně vytvrzené a zpevněné legováním mědí, titanem, niobem, hliníkem nebo molybdenem při obsahu uhlíku do 0,1 %. Martenzitické oceli jsou feromagnetické.
Nejčastější používané martenzitické korozivzdorné ocelí – s ohledem na dobré mechanické vlastnosti a poměrně vysokou korozní odolnost – jsou při obsahu uhlíku do 0,15 % při obsahu chrómu 11,5 až 13,5 %. Pro nožířské účely jsou používány oceli s obsahem uhlíku od 0,2 do 0,4 % a chrómu od 12 do 14,5 % při zachování dostatečné tažnosti a zároveň i tvrdosti. Oceli s obsahem uhlíku od 0,6 do 1,5 % a chrómu od 16 do 18 % sice dosahují vyšší tvrdosti, ale zároveň mají i nižší korozivzdornost. U ocelí chrómniklových s obsahem niklu nad 2 % je zvýšen obsah chrómu na 16–18 % v závislosti na obsahu uhlíku anebo dalších feritotvorných prvků např. molybdenu. Takovým složením lze získat materiál dostatečné pevnosti ale i tažnosti zároveň. Oceli s nízkým obsahem uhlíku – do 0,05 %, 3–6 % niklu a 13–16 % chrómu lze popouštět a získat tak martenziticko-austenitickou strukturu s až 30 % austenitu a s dobrou svařitelností.

### Feritická korozivzdorná ocel
Feritické oceli se vyznačují strukturou feritu α i při teplotách běžného tepelného zpracování v intervalu 750 do 900 °C, nedosáhnou přeměny na austenit a proto nejsou schopné zakalení na martenzitickou strukturu. Takového chování lze získat při obsahu chrómu od 17 do 26 %. Protože rozpustnost uhlíku ve feritu je nižší než v austenitu, uhlík není v přesycené martenzitické formě ale je vylučován ve formě karbidů chrómu typu M23C6, chróm navíc tvoří i nitridy Cr2N.
Feritické korozivzdorné oceli lze rozdělit podle chemického složení následovně:
- oceli s obsahem chrómu od 11,5 do 13,5 %, uhlíkem do 0,08 % a jsou legovány feritotvornými prvky např. hliníkem, titanem nebo niobem mají potlačenou austenitickou oblast a tudíž i martenzitickou přeměnu,
- oceli s obsahem chrómu do 16 do 18 %, uhlíkem do 0,1 % se stabilizací titanem nebo niobem a legované molybdenem,
- oceli s obsahem chrómu od 20 do 30 %, uhlíkem od 0,002 do 0,2 % mají jednu z nejvyšších odolností proti korozi; pokud jsou legovány 0,5 až 4 % molybdenu dosahují nízké přechodové teploty až při -40 °C.

Značnou nevýhodou feritických ocelí je riziko jejich zkřehnutí při působení vysokých teplot (cca nad 1000 °C, okolo 900 °C), kdy dochází k uvolňování uhlíku z karbidů za vzniku austenitu a po ochlazení martenzitická struktura, nebo při vzniku fáze σ, která vzniká při obsahu chrómu v rozmezí 15–30 % a působení teplot 600–800 °C, nebo zkřehnutím 475 °C při kterém dochází ke snížení houževnatosti a tažnosti materiálu při teplotním působení od 350 do 500 °C (od 450 do 525 °C), např. při svařování.
Při ohřevu ocelí nad 900 °C lze dosáhnout austenitu a následně při ochlazování částečně martenzitické struktury při obsahu chrómu od 13 do 16 %. Takové oceli se potom nazývají poloferitické.
V potravinářském průmyslu se používají do slabých korozivních prostředí (pro zeleninu, ovoce, suché potraviny, nápoje apod.) s požadavkem na svařování, např. desky pracovních stolů.

### Austeniticko-feritická korozivzdorná ocel
Austeniticko-feritické korozivzdorné oceli mají ve své struktuře podíl jak fáze austenitu tak i feritu δ, kterého se může vyskytovat v objemu 30 až 50 %. Podílu feritu je závislý na přítomnosti feritotvorných a austenitotvorných prvků.
Dvoufázová směs umožňuje vytvoření jemnější zrno v obou fázích. Vytvořením takové dvoufázové oceli – často také označované jako duplexní ocel – lze dosáhnout vyšší mezi kluzu zhruba 400–500 MPa, dobré svařitelnosti, dostatečné houževnatosti (horší než u austenitických a lepší než u feritických ocelí) a zvýšení odolnosti nejenom vůči korozi pod napětím. Při podílu feritu mezi 40 a 50 % lze získat optimální mechanické vlastnosti jak z hlediska pevnosti tak i houževnatosti.
Při legování molybdenem, mědí eventuálně dusíkem lze dosáhnout vyšší korozní odolnosti proti mezikrystalové, bodové a štěrbinové korozi a oceli tak lez v prostředí kyseliny sírové a fosforečné, mořské vody i v chloridech.
Typické složení 80 % austeniticko-feritických ocelí je 22–23 hm. % chrómu, 4,5–6,5 hm. % niklu a 3–3,5 hm. % molybdenu.
Omezením duplexních ocelí je dlouhodobé použití při zvýšených teplotách mezi 700 a 1000 °C, kdy dochází k vytvrzování a tedy i křehnutí vylučováním tzv. fáze sigma a stárnutím (vytvrzováním, křehnutím) při 475 °C (v intervalu teplot 350 až 550 °C).